# Dilip Kumar
Pour les articles homonymes, voir Kumar (homonymie).
Dilip Kumar (en hindi : दिलीप कुमार ; en ourdou : دِلِیپ کُمار), né le 11 décembre 1922 à Peshawar et mort le 7 juillet 2021 à Bombay, est un des plus grands acteurs indiens. Admiré par le public et encensé par la critique, il a tourné dans soixante films tout au long d'une carrière longue de plus de cinquante ans.
Débutant en 1944, Dilip Kumar joue dans plusieurs des plus grands succès du cinéma commercial indien des années 1940 à 1980. Il est le premier acteur à recevoir le Filmfare Award du Meilleur acteur et reste le comédien le plus primé dans cette catégorie avec Shahrukh Khan avec huit récompenses. Ses interprétations sont considérées comme des archétypes du romantisme dans le cinéma indien. Cependant, il interprète des rôles fort variés dans des films tels que Andaz, Mangala, fille des Indes, Devdas, Azaad, Mughal-E-Azam ou encore Ganga Jamuna. Dans les années 1970 les propositions se font plus rares mais il s'impose de nouveau en 1981 avec Kranti puis Shakti et Karma, tournant son dernier film, Qila, en 1998.

## Biographie
De son vrai nom Mohammed Yusuf Sarwar Khan, Dilip Kumar est né dans le bazaar de Peshawar (Raj britannique, actuellement au Pakistan) dans une famille d'origine afghane de douze enfants. Son père, Lala Ghulam Sarwar, est un marchand de fruits, propriétaire de vastes vergers à Peshawar et au Maharashtra. Dans les années 1930, la famille s'établit à Bombay et au début des années 1940 Dilip Kumar s'installe à Pune où il tient un restaurant pour l'armée britannique puis un magasin de fruits secs.
On prête à Dilip Kumar de nombreuses aventures avec ses partenaires féminines et en particulier avec Madhubala. Mais la famille de celle-ci s'oppose à leur mariage, l'actrice étant sa seule source de revenu. Le père de l'actrice lui interdit de jouer avec Dilip Kumar dans Naya Daur (1957) ce qui conduit le producteur à lui intenter un procès au cours duquel l'acteur témoigne contre son ex bien-aimée. Cette situation rend leur coopération difficile sur le tournage de Mughal-E-Azam, commencé avant le litige, où ils jouent des amants passionnés.
En 1966, Dilip Kumar épouse l'actrice et "reine de beauté" Saira Banu, alors qu'il est âgé de 44 ans et qu'elle n'en a que 22. Malgré les potins de la presse, leur union est une des plus durables de Bollywood, résistant à un bref second mariage de l'acteur avec Asma, sans que le premier n'ait été rompu.
Le jeune frère de Dilip Kumar, Nasir Khan, également acteur, est marié à l'actrice Begum Para avec laquelle il a un fils, Ayub Khan, qui lui aussi est acteur.
Outre ses efforts pour le rapprochement des peuples indien et pakistanais et ses interventions dans des œuvres charitables, Dilip Kumar a été membre du Rajya Sabha dans les rangs du Parti du Congrès.

### Carrière
En 1943, Devika Rani, actrice et propriétaire des studios Bombay Talkies, repère le jeune et élégant Yusuf Sarwar Khan à Pune et décide de l'aider à faire carrière dans l'industrie cinématographique, tout en lui recommandant de changer de nom. Son premier film, Jwar Bhata (Amiya Chakravarty), sort en 1944 mais passe totalement inaperçu. En 1947, Jugnu (Shaukat Hussain Rizviand) avec l'actrice et chanteuse légendaire Noor Jahan lui apporte son premier succès.

#### Le «roi de la tragédie»
En 1949, avec Raj Kapoor comme partenaire, il est engagé pour le mélodrame sentimental Andaz (Mehboob Khan) qui connaît une large audience et fait de lui une star. Au cours des années 1950 il est un des acteurs de Bollywood les plus en vue, avec Raj Kapoor et Dev Anand. Réputé pour ses rôles tragiques dans des films populaires tels que Deedar (Nitin Bose, 1951), Amar (Mehboob Khan, 1954), Devdas (Bimal Roy, 1955) et Madhumati (Bimal Roy, 1958), il est qualifié de "roi de la tragédie". Sa capacité à transmettre naturellement ses émotions, grâce à des expressions variées et à sa voix bien modulée, ainsi que sa gravité distinguée donnent un nouveau ton aux films hindis et font de lui un modèle pour les acteurs nouveaux venus.
En 1960 sort Mughal-E-Azam (K. Asif), film historique dans lequel il interprète le rôle du prince héritier Jahangir dont le père, l'empereur Akbar, contrarie les amours avec une danseuse. Le film est un énorme succès qui occupe toujours la deuxième place au box office indien, près de cinquante ans après sa sortie. En 2004, une version colorisée est réalisée et projetée en salle, rencontrant à nouveau la faveur du public.
En 1961, il interprète et produit Ganga Jamuna (Nitin Bose) dans lequel son frère, Nasir Khan, joue le rôle de son frère. Bien que le film soit un succès, c'est la seule production de Dilip Kumar. L'année suivante, David Lean le sollicite pour Lawrence d'Arabie, mais Dilip Kumar décline l'offre, peu désireux de s'impliquer dans l'industrie cinématographique occidentale et c'est Omar Sharif qui incarne le chérif Ali Ibn el Kharish.
Cependant, désireux de casser son image de "héros tragique" et affecté psychologiquement par ces rôles douloureux, Dilip Kumar choisit également de tourner dans des films plus légers, tels que Mangala, fille des Indes (Mehboob Khan, 1952), Azaad (S.M.S Naidu, 1955), Kohinoor (S U Sunny, 1960) ou encore Ram Aur Shyam (Tapi Chanakya, 1967).

#### Des rôles de genre
La carrière de Dilip Kumar marque une pause dans les années 1970 avec l'émergence de nouvelles vedettes telles que Rajesh Khanna et Amitabh Bachchan et, après l'échec de Bairaag (Asit Sen, 1976), il cesse de tourner pendant quatre ans. Il fait un retour sur le devant de la scène avec Kranti (Manoj Kumar, 1981), film à la distribution prestigieuse et gros succès de l'année 1981. Par la suite il interprète des patriarches ou des officiers de police dans des films qui séduisent le public comme Shakti (Ramesh Sippy, 1982) aux côtés d'Amitabh Bachchan, ou encore Vidhaata (Subhash Ghai, 1982), Mashaal (Yash Chopra, 1984) et Karma (Subhash Ghai, 1986).
Dans son dernier film notable, Saudagar (Subhash Ghai, 1991), il apparaît en compagnie d'une autre légende du cinéma indien, Raaj Kumar, trente ans après Paigham (S.S. Vasan, 1959). Dilip Kumar s'essaie à la réalisation en 1996 avec Kalinga, mais le film demeure inachevé. Sa dernière prestation date de 1998 dans Qila (Umesh Mehra).
Dilip Kumar était l'une des dernières icônes vivantes des années 1940 et des années 1950, âge d'or de Bollywood.

## Filmographie
| Année | Titre                    | Réalisateur                             | Rôle                                     |
| 1944  | Jwar Bhata               | Amiya Chakrabarty                       | Jagdish                                  |
| 1945  | Pratima                  | P. Jairaj                               |                                          |
| 1947  | Milan                    | Nitin Bose                              | Ramesh                                   |
| 1947  | Jugnu                    | Shaukat Hussain Rizvi                   | Sooraj                                   |
| 1948  | Shaheed                  | Ramesh Saigal                           | Ram                                      |
| 1948  | Nadiya Ke Paar           | Kishore Sahu                            |                                          |
| 1948  | Mela                     | S.U. Sunny                              | Mohan                                    |
| 1948  | Ghar Ki Izzat            | Ram Daryani                             | Chanda                                   |
| 1948  | Anokha Pyar              | M.I. Dharamsey                          | Ashok                                    |
| 1949  | Shabnam                  | Bibhuti Mitra                           | Manoj                                    |
| 1949  | Andaz                    | Mehboob Khan                            | Dilip                                    |
| 1950  | Jogan                    | Kidar Nath Sharma                       | Vijay                                    |
| 1950  | Babul                    | S.U. Sunny                              | Ashok                                    |
| 1950  | Arzoo                    | Shaheed Latif                           | Badal                                    |
| 1951  | Tarana                   | Ram Daryani                             | Motilal                                  |
| 1951  | Hulchul                  | S.K. Ojha                               | Kishore                                  |
| 1951  | Deedar                   | Nitin Bose                              | Shamu                                    |
| 1952  | Sangdil                  | R.C. Talwar                             | Shankar                                  |
| 1952  | Daag                     | Amiya Chakrabarty                       | Shankar                                  |
| 1952  | Mangala, fille des Indes | Mehboob Khan                            | Jai Tilak                                |
| 1953  | Shikast                  | Ramesh Saigal                           | Dr Ram Singh                             |
| 1953  | Footpath                 | Zia Sarhadi                             | Noshu                                    |
| 1954  | Amar                     | Mehboob Khan                            | Amarnath                                 |
| 1955  | Uran Khatola             | S.U. Sunny                              | Kashi                                    |
| 1955  | Insaniyat                | S.S. Vasan                              | Mangal                                   |
| 1955  | Devdas                   | Bimal Roy                               | Devdas                                   |
| 1955  | Azaad                    | Sriramulu Naidu S.M.                    | Azaad / Abdul Rahim Khan / Kumar         |
| 1957  | Naya Daur                | Baldev Raj Chopra                       | Shankar                                  |
| 1957  | Musafir                  | Hrishikesh Mukherjee                    | Raja                                     |
| 1958  | Yahudi                   | Bimal Roy                               | Prince Marcus                            |
| 1958  | Madhumati                | Bimal Roy                               | Anand / Deven                            |
| 1959  | Paigham                  | S.S. Vasan                              | Ratan Lal                                |
| 1960  | Kohinoor                 | S.U. Sunny                              |                                          |
| 1960  | Mughal-E-Azam            | Karimuddin Asif                         | Prince Salim (Jahangir)                  |
| 1961  | Gunga Jumna              | Nitin Bose                              | Gunga                                    |
| 1964  | Leader                   | Ram Mukherjee                           | Vijay Khanna                             |
| 1966  | Dil Diya Dard Liya       | Abdul Rashid Kardar                     | Sahnkar / Rajasaheb                      |
| 1967  | Ram Aur Shyam            | Tapi Chanakya                           | Ram / Shyam                              |
| 1968  | Sunghursh                | Harnam Singh Rawail                     | Kundan S. Prasad / Bajrangi              |
| 1968  | Sadhu Aur Shaitan        | A. Bhimsingh                            | L'homme à la canne à sucre (non crédité) |
| 1968  | Aadmi                    | A. Bhimsingh                            | Rajesh / Raja Saheb                      |
| 1970  | Sagina Mahato            | Tapan Sinha                             | Sagina Mahato                            |
| 1970  | Gopi                     | A. Bhimsingh                            | Gopi                                     |
| 1972  | Daastan                  | Baldev Raj Chopra                       | Diwan Anil Kumar / Le juge Vishnu Sahay  |
| 1972  | Anokha Milan             | Jagannath Chatterjee                    | Warden                                   |
| 1974  | Sagina                   | Tapan Sinha                             | Sagina Mahato                            |
| 1974  | Phir Kab Milogi          | Hrishikesh Mukherjee                    | Teja Singh (caméo)                       |
| 1976  | Bairaag                  | Asit Sen                                | Kailash / Bholenath                      |
| 1981  | Kranti                   | Manoj Kumar                             | Sanga / Kranti                           |
| 1982  | Vidhaata                 | Subhash Ghai                            | Shamsher Singh                           |
| 1982  | Shakti                   | Ramesh Sippy                            | Ashvini Kumar                            |
| 1983  | Mazdoor                  | Ravi Chopra                             | Dinanath Saxena                          |
| 1984  | Duniya                   | Ramesh Talwar                           | Mohan Kumar                              |
| 1984  | Mashaal                  | Yash Chopra                             | Vinod Kumar                              |
| 1986  | Dharam Adhikari          | K. Raghavendra Rao, M. Madhusudhana Rao | Dharamraj                                |
| 1986  | Karma                    | Subhash Ghai                            | Vishwanath Pratab Singh ou Rana          |
| 1989  | Kanoon Apna Apna         | Gopal B.                                | Le percepteur Jagat Pratap Singh         |
| 1990  | Izzatdaar (en)           | K. Bapaiah                              | Brahmadutt                               |
| 1990  | Aag Ka Dariya            | S.V. Rajendra Singh                     |                                          |
| 1991  | Saudagar                 | Subhash Ghai                            | Thakur Veer Singh                        |
| 1998  | Qila (en)                | Umesh Mehra                             | Jaganath / Amarnath Singh                |

### Films non achevés ou non distribués
- Bank Manager dirigé et produit par R. C. Talwar
- Taj Mahal dirigé et produit par K. Asif
- Akhri Mughal dirigé et produit par K. Asif
- Har Singhar dirigé par Kabir Khan
- Shikwa dirigé par AR Murgadoss et produit par Yash Chopra
- Janwar dirigé et produit par K. Asif
- Kidnap dirigé par Sanjay Gadhvi
- Kalinga dirigé par Dilip Kumar
- Aag Ka Darya dirigé par Rajindar Singh Babu
- Asr dirigé par Kuku Kohli
- Kala Aadmi dirigé et produit par Nasir Hussain

## Récompenses
- Prix Dadasaheb Phalke en 1994
- Filmfare Awards
  - 1954 : Meilleur acteur pour Daag
  - 1956 : Meilleur acteur pour Azaad
  - 1957 : Meilleur acteur pour Devdas
  - 1958 : Meilleur acteur pour Naya Daur
  - 1961 : Meilleur acteur pour Kohinoor
  - 1965 : Meilleur acteur pour Leader
  - 1968 : Meilleur acteur pour Ram Aur Shyam
  - 1983 : Meilleur acteur pour Shakti